# Prisión de la Isla de Man
La Prisión de la Isla de Man (en inglés: Isle of Man Prison) es una cárcel de uso mixto ubicada en la parroquia Jurby de la Isla de Man. La prisión es operada por el Servicio Penitenciario de la Isla de Man (parte del Departamento de Asuntos de Interior) y es la única prisión de funcionamiento en la isla. Desde 1891 la población penal de la Isla de Man se mantuvo en la prisión de Victoria Road en Douglas. Aunque se amplió muchas veces a lo largo de su historia, el hacinamiento en la prisión era un problema recurrente desde la década de 1990 en adelante, y la prisión fue criticada regularmente por sus instalaciones limitadas y anticuadas. En 2005 Tynwald aprobó la construcción de una nueva prisión en el sitio de la antigua RAF Jurby para reemplazar la antigua cárcel en Douglas. Siendo finalmente inaugurada en 2008.